# Euxoa masoni
Euxoa masoni är en fjärilsart som beskrevs av Cockerell 1905. Euxoa masoni ingår i släktet Euxoa och familjen nattflyn. Inga underarter finns listade i Catalogue of Life.